# مركز أوروبا الجغرافي

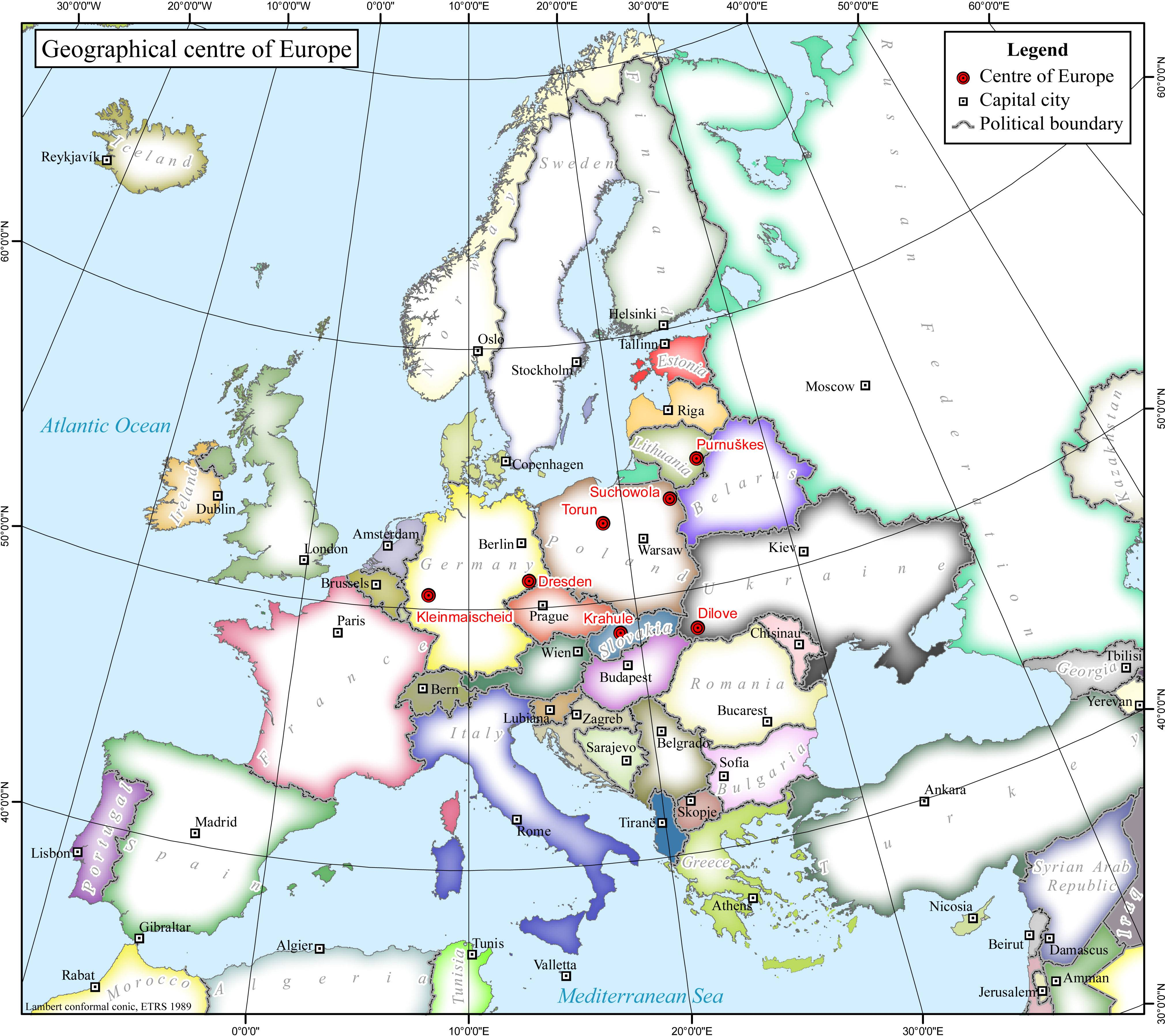
بعض النقاط التي توصف بأنها مركز أوروبا

مركز أوروبا الجغرافي موقعه يختلف حسب تحديد حدود أوروبا بسبب ادخال الجزر في حدود أوروبا.